# Club Penguin
Club Penguin (tạm dịch: Câu lạc bộ chim cánh cụt) là một trò chơi trực tuyến nhiều người chơi (MMO) liên quan đến một thế giới ảo chứa nhiều minigame và các hoạt động trực tuyến khác nhau. Trò chơi được sáng tạo bởi công ty New Horizon Interactive (bây giờ là Disney Canada Inc.). Người chơi sẽ sử dụng nhân vật đại diện của mình là một chú chim cánh cụt trong thế giới mở theo chủ đề Bắc Cực. Sau khi thử nghiệm phiên bản beta, Club Penguin đã phát hành đến công chúng vào ngày 24 tháng 10 năm 2005 và mở rộng thành một cộng đồng trực tuyến lớn. Tính đến cuối năm 2007, Club Penguin tuyên bố đã có hơn 30 triệu tài khoản người dùng. Vào tháng 7 năm 2013, Club Penguin đã có hơn 200 triệu tài khoản người dùng đăng ký.
Mặc dù mọi thành viên đều có thể chơi miễn phí, nhưng doanh thu của trò chơi chủ yếu lấy được thông qua các thành viên có trả phí, qua đó cho phép người chơi truy cập vào một loạt tính năng VIP, như tính năng mua quần áo ảo cao cấp, đồ nội thất ảo cao cấp và vật nuôi cao cấp (trong trò chơi được gọi là "puffle") cho những chú chim cánh cụt của họ với đơn vị tiền tệ riêng biệt. Sự thành công của Club Penguin dẫn đến việc công ty New Horizon được Công ty Walt Disney mua lại vào tháng 8 năm 2007 với số tiền 350 triệu đô la, và có kèm thêm 350 triệu đô la tiền thưởng nếu các mục tiêu phát triển đạt được vào năm 2009.
Trò chơi được thiết kế dành riêng cho trẻ em lứa tuổi từ 6 đến 14, tuy nhiên người dùng ở mọi lứa tuổi đều có thể chơi được Club Penguin. Do đó, mục tiêu chính của các nhà phát triển là đem lại sự an toàn cho trẻ em với một số tính năng đã được giới thiệu vào trò chơi để tạo điều kiện cho việc này. Các tính năng này có thể kể đến như chế độ "an toàn tối đa trong trò chuyện", qua đó người dùng chỉ được chọn những bình luận sẵn có của họ từ trình đơn; hay chế độ bộ lọc kiểm duyệt để tránh việc chửi thề hay tiết lộ thông tin cá nhân và có thêm người kiểm duyệt tuần tra tại các không gian của trò chơi.
Vào ngày 30 tháng 1 năm 2017, có thông báo rằng trò chơi sẽ ngừng phát hành vào ngày 29 tháng 3 năm 2017. Club Penguin đã đóng cửa các máy chủ của mình sau đó vào ngày 30 tháng 3 năm 2017 lúc 12:01 sáng theo giờ Thái Bình Dương. Trò chơi đã được thay thế bởi người kế nhiệm, Club Penguin Island (tuy nhiên cũng đã ngừng sản xuất vào năm 2018). Kể từ khi ngừng hoạt động, trò chơi gốc đã được lưu trữ và tạo lại trên một số máy chủ riêng bằng cách sử dụng tệp SWF từ trang web cũ của trò chơi. Nhiều máy chủ kín đã buộc phải ngừng hoạt động vào khoảng ngày 15 tháng 5 năm 2020, sau khi Công ty Walt Disney gửi hồ sơ theo Đạo luật Bản quyền Thiên niên kỷ Kỹ thuật số vào ngày 13 tháng 5 năm 2020 do những lo ngại về Club Penguin Online, chẳng hạn như trẻ em có thể bị kẻ ấu dâm làm quen để lợi dụng hay nội dung khiêu dâm.

## Lịch sử

### Những trò chơi trước (2000–2004)
Những ý tưởng đầu tiên hình thành nên Club Penguin bắt nguồn từ một trò chơi ứng dụng web Flash 4 có tên Snow Blasters mà nhà phát triển Lance Priebe đã sáng tạo trong thời gian rảnh rỗi của ông vào tháng 7 năm 2000. Priebe bắt đầu dành sự chú ý của mình cho những chú chim cánh cụt sau khi ông tình cờ nhìn liết qua tranh biếm họa Far Side trên bàn làm việc có hình những chú chim cánh cụt. Dự án này đã không bao giờ được hoàn thiện, và thay vào đó trở thành Experimental Penguins. Experimental Penguins được phát hành thông qua nơi Priebe đang làm là Rocketsnail Games, một công ty phát triển trò chơi trực tuyến và truyện tranh ở Kelowna, British Columbia, Canada, vào tháng 7 năm 2000, nhưng năm sau đó bị gỡ bỏ. Experimental Penguins là một nguồn cảm hứng cho Penguin Chat (còn được gọi là Penguin Chat 1), một trò chơi tương tự được phát hành ngay sau khi Experimental Penguins bị gỡ bỏ. Được phát hành vào tháng 1 năm 2003, Penguin Football Chat (còn được gọi là Penguin Chat 2) là một nỗ lực thứ hai trong ý tưởng về một trò chơi MMORPG có chủ đề chim cánh cụt và được tạo trên FLASH 5. Penguin Football Chat sử dụng giao diện tương tự như Experimental Penguins và có chứa nhiều minigame khác nhau. Tựa đề đầu tiên của RocketSnail chính là Ballistic Biscuit, một minigame về sau được đưa vào Experimental Penguins và cuối cùng được chuyển tên thành Hydro Hopper trong Club Penguin. Minigame Mancala Classic của RocketSnails về sau cũng sẽ được đưa vào trò chơi với cái tên Mancala. 
Lance Priebe cũng như các đồng nghiệp của ông là Lane Merrifield và Dave Krysk bắt đầu hình thành ý tưởng cho Club Penguin khi bộ ba này không thành công trong việc tìm kiếm "thứ gì đó có mang một phần tính xã hội nhưng luôn an toàn và không chỉ dừng lại là an toàn cho riêng trẻ em". Dave Krysko đặc biệt muốn xây dựng một trang mạng xã hội an toàn cho phụ huynh mà con họ có thể chơi mà không có quảng cáo. Năm 2003, Merrifield và Priebe tiếp cận ông chủ của họ với ý tưởng thành lập một công ty mới để phát triển sản phẩm mới này. Công ty mới sẽ được đặt tên là New Horizon Interactive. 

### Thời kì ban đầu (2004–2007)
Dự án bắt đầu được thực hiện vào năm 2004, và nhóm nghiên cứu đã thống nhất cách đặt tên cho trò chơi vào mùa hè năm 2005. Các nhà phát triển tận dụng lại dự án Penguin Chat 2 trước đó làm điểm khởi đầu trong quá trình thiết kế, đồng thời kết hợp các khái niệm và ý tưởng từ Experimental Penguins. Phiên bản thứ ba của Penguin Chat được phát hành vào tháng 4 năm 2005 và được sử dụng để kiểm tra lại cách hoạt động của máy chủ và máy khách trong Penguin Chat 4 (và sau đó đổi tên thành Club Penguin). Penguin Chat 3 có vài biến thể khác bao gồm Crab Chat, Chibi Friends Chat, Goat Chat, Ultra-Chat và TV Chat. Tất cả Người dùng từ Penguin Chat sẽ được mời tham gia thử nghiệm phiên bản beta của Club Penguin. Kế hoạch ban đầu của việc phát hành Club Penguin là vào năm 2010, nhưng vì nhóm phát triển đã quyết định thực hiện dự án một cách nhanh chóng nên phiên bản đầu tiên của Club Penguin đã ra mắt vào ngày 24 tháng 10 năm 2005, ngay sau khi máy chủ Penguin Chat ngừng hoạt động vào tháng 8 năm 2005. Trong khi Penguin Chat sử dụng ElectroServer, Club Penguin sẽ sử dụng SmartFoxServer. Các nhà phát triển đã tài trợ hoàn toàn cho việc phát triển dự án của họ bằng thẻ tín dụng và hạn mức tín dụng cá nhân của bản thân, đồng thời duy trì quyền sở hữu 100%. Club Penguin khởi đầu với 15.000 người dùng và đến tháng 3 năm 2006, con số đó đã đạt 1,4 triệu. Lượng người chơi gần như tăng gấp đôi vào tháng 9 cùng năm và cán mốc con số 2,6 triệu. Vào thời điểm Club Penguin tròn hai tuổi, trò chơi đã đạt 3,9 triệu người dùng mặc dù thiếu ngân sách để tiếp thị. Vào tháng 10 năm 2006, tờ The New York Times lần đầu tiên đề cập đến trò chơi. Năm sau, người phát ngôn của Club Penguin là Karen Mason giải thích: "Chúng tôi cung cấp cho trẻ em những trải nghiệm đầu tiên cho các hoạt động mà chúng có thể theo đuổi khi lớn hơn."

### Mua lại bởi Disney (2007)
Mặc dù ba người đồng sáng tạo Club Penguin đã từ chối các lời đề nghị quảng cáo sinh lợi và các khoản đầu tư mạo hiểm trong quá khứ, nhưng vào tháng 8 năm 2007, họ đồng ý bán cả Club Penguin và công ty mẹ cho Disney với tổng số tiền khoảng 350,93 triệu đô la. Ngoài ra, các chủ sở hữu trò chơi được hứa hẹn phần thưởng lên tới 350 triệu đô la nếu họ có thể đạt được mục tiêu tăng trưởng đến năm 2009. Nhưng cuối cùng, Disney đã không trả thêm 350 triệu đô la, vì Club Penguin đã không hoàn thành được cả hai mục tiêu lợi nhuận. Vào thời điểm được Disney mua lại, Club Penguin có 11–12 triệu tài khoản, trong đó 700.000 người đăng ký trả phí và tạo ra doanh thu 40 triệu đô la hàng năm. Khi thực hiện việc bán lại, Merrifield đã tuyên bố rằng trọng tâm chính của họ trong các cuộc đàm phán đều liên quan đến vấn đề triết lý, và mục đích là cung cấp cho họ cơ sở hạ tầng cần thiết để tiếp tục phát triển trò chơi. Cuối năm 2007, Club Penguin tuyên bố có hơn 30 triệu tài khoản người dùng. Vào tháng 12 năm đó, tờ The New York Times khẳng định rằng trò chơi "thu hút lượng truy cập gấp bảy lần so với Second Life." Theo Nielsen, Club Penguin là trang mạng xã hội hàng đầu thứ 8 vào tháng 4 năm 2008.
Sau khi được Disney mua lại, công ty Disney Interactive đã có bốn tựa game MMO trong tay cùng lúc để tung hứng thị trường: ToonTown, Pirates of the Caribbean Online, Pixie Hollow và Club Penguin, cùng với World of Cars sắp ra mắt. Lane Merrifield đảm bảo với GlobalToyNews vào thời điểm đó rằng "có rất nhiều không gian phải quản lý, nhưng chúng tôi có nhiều nhóm thực sự mạnh." Vai trò của Merrifield đã thay đổi từ việc giám sát thiết kế trò chơi hàng ngày sang tập trung vào việc xây dựng thương hiệu tổng thể và kiểm soát chất lượng các đặc tính của trò chơi ảo. Một trong những vai trò của ông là hợp nhất nhà phát triển Club Penguin là New Horizon Interactive ở Kelowna (đổi tên thành Disneyland Studios Canada) với Disneyland Studios LA. Disneyland Studios Canada tập trung nỗ lực vào một sản phẩm (với các tính năng như phiên bản đa ngôn ngữ), trong khi Disneyland Studios LA tập trung vào các sản phẩm dành cho khách hàng và nhượng quyền thương mại với nhiều lựa chọn về trò chơi. Merrifield chịu trách nhiệm giao thoa cho cả hai nền tảng.

### Nhượng quyền và tăng trưởng (2007–2015)
Kể từ khi được Disney mua lại, Club Penguin tiếp tục phát triển, trở thành một phần của nhượng quyền thương mại lớn hơn bao gồm trò chơi điện tử, sách, chương trình truyền hình đặc biệt, bài hát kỷ niệm và ứng dụng MMO. Disney thường sử dụng trò chơi như một cơ hội quảng cáo chéo khi phát hành các bộ phim mới như Frozen, Zootopia và Star Wars khi trò chơi có các sự kiện và bữa tiệc theo chủ đề đặc biệt để kỷ niệm các bộ phim được phát hành. Trò chơi tạo ra một cốt truyện ngày càng phát triển với các nhân vật và yếu tố dẫn dắt, bao gồm những tên cướp biển, nhà báo hay mật vụ,...
Năm 2008, văn phòng quốc tế đầu tiên của Club Penguin được mở tại Brighton (Anh) để cá nhân hóa mức độ kiểm duyệt và hỗ trợ người chơi. Các địa điểm văn phòng quốc tế sau này được mở thêm gồm có São Paulo và Buenos Aires. Ngày 11 tháng 3 năm 2008, Club Penguin tiến hành dự án cải thiện trò chơi. Dự án này có thêm tính năng cho phép người chơi tham gia thử nghiệm các máy chủ mới và được vận hành chính thức vào ngày 14 tháng 4 năm 2008. Người chơi có thể tạo một "bản sao" từ chú chim cánh cụt của họ để thử nghiệm các máy chủ mới có lỗi hay trục trặc hay không. Cuộc thử nghiệm kết thúc vào ngày 4 tháng 4 năm 2008.
Ngày 20 tháng 6 năm 2011, trang web của trò chơi tạm thời bị sập sau khi công ty để tên miền Club Penguin hết hạn sử dụng. Vào tháng 9 năm 2011, một trong những minigame của trò chơi, Puffle Launch đã được phát hành trên iOS dưới dạng một ứng dụng. Merrifield nhận xét: "Nhiều đứa trẻ đã bắt đầu dùng thiết bị di động và đã yêu cầu Club Penguin đi theo."
Cuối năm 2012, Merrifield rời Disney Interactive để tập trung công việc gia đình và phát triển sản phẩm giáo dục mới, Freshgrade. Chris Heatherly đảm nhận vị trí cũ của ông. Công ty đã bỏ các từ "Online Studios" khỏi tên của mình vào năm 2013. Tính đến tháng 7 năm 2013, Club Penguin đã có hơn 200 triệu tài khoản người dùng đăng ký. Vào năm 2013, Club Penguin thuê một ca sĩ và cũng là người chơi cũ nổi tiếng là Jordan Fisher để thu âm một bài hát mang tên It's Your Birthday (tạm dịch: Đó là sinh nhật của bạn) để kỷ niệm 8 năm thành lập Club Penguin.

### Suy thoái và ngừng phát hành (2015–2017)
Vào tháng 4 năm 2015, có thông tin tiết lộ rằng Disney Interactive đã sa thải 28 thành viên của trụ sở Club Penguin tại Kelowna do sự phổ biến của trò chơi ngày càng giảm sút. Văn phòng tại Anh của công ty ở Brighton đã bị đóng cửa vào khoảng ngày 17 tháng 4 năm 2015. Một số nhân viên ở văn phòng Los Angeles cũng đã bị cho thôi việc. Disney Interactive trả lời Castanet về việc sa thải: "Disney Interactive liên tục tìm ra các cách thức có hiệu quả và hợp lý hóa hoạt động của chúng tôi. Là một phần của quá trình này, chúng tôi đang củng cố một số lượng nhỏ các đội phát hành và đang tiến hành cắt giảm nhân lực có mục tiêu."
Vào ngày 2 tháng 9 năm 2015, Club Penguin đã đóng cửa phiên bản tiếng Đức và tiếng Nga của trò chơi. Một ứng dụng di động phụ, Puffle Wild, đã bị xóa khỏi App Store và Google Play cùng ngày để Disney Interactive tập trung vào Club Penguin. Vào ngày 11 tháng 1 năm 2016, các ứng dụng Sled Racer (trước là một trò chơi gốc) và SoundStudio (một cổng trò chơi trên trang web) cũng bị xóa bỏ. Với sự đóng cửa của Disney Interactive vào năm 2015, các dự án phụ của Club Penguin đã bị chấm dứt để tạo ra áp lực nhằm tập trung vào trải nghiệm cốt lõi của Club Penguin. Điều này liên quan đến việc 30 nhân viên của Disney Studios tại Canada đã bị sa thải.
Vào ngày 30 tháng 1 năm 2017, Club Penguin thông báo rằng trò chơi hiện tại sẽ bị ngừng phát hành vào ngày 29 tháng 3 năm 2017, thay vào đó trò chơi Club Penguin Island sẽ được phát hành. Kể từ ngày 31 tháng 1 năm 2017, các khoản thanh toán dành cho thành viên của trò chơi ban đầu không còn được chấp nhận, và các thành viên có thẻ trả phí cao cấp sẽ trở lại tư cách thành viên thông thường và được hoàn tiền hoàn lại thông qua email.
Trò chơi trở nên thịnh hành trong những tuần cuối cùng phát hành của Club Penguin nhiều người chơi cố gắng đua nhau để bị chặn khỏi trang web nhanh đến mức nào. Kỷ lục thế giới nhanh nhất là chạy tốc độ cao có công cụ hỗ trợ (TAS).
Vài ngày trước khi đóng cửa, Club Penguin đã thông báo rằng vào ngày vận hành cuối cùng của trò chơi, tất cả người dùng sẽ được cấp tư cách thành viên cao cấp miễn phí như một cách tri ân người chơi cho đến khi máy chủ bị ngắt kết nối.
Vào ngày 30 tháng 3 năm 2017 vào lúc 12:01:39 sáng theo giờ Thái Bình Dương (7:01:39 AM UTC), máy chủ của Club Penguin đã chính thức ngừng hoạt động.

## Thiết kế

### Mô hình kinh doanh
Trước khi được Disney mua, Club Penguin gần như hoàn toàn phụ thuộc vào phí thành viên để tạo ra nguồn doanh thu. Theo tờ The Washington Post, đại đa số người dùng (khoảng 90%) đều không chọn trả tiền, thay vào đó họ tận dụng những ưu đãi để chơi miễn phí. Những người chấp nhận bỏ tiền sẽ nhận được tư cách thành viên đầy đủ (có trả phí) để sở hữu quyền truy cập tất cả các dịch vụ, chẳng hạn như khả năng mua quần áo ảo cho chim cánh cụt và mua đồ trang trí cao cấp cho lều tuyết,... và bởi vì khác biệt tầng lớp đó đã vô tình tạo ra một "hệ thống đẳng cấp", qua đó thể hiện rõ sự tách biệt các thành viên cao cấp khỏi các thành viên chỉ chơi miễn phí. Quảng cáo cả trong trò chơi và tại website đều không được đưa vào hệ thống, mặc dù một số đối thủ cạnh tranh đã chọn sử dụng như Whyville đã sử dụng tiền tài trợ hay như Neopets sử dụng phương pháp marketing nhúng các sản phẩm của mình vào trong game.
Một nguồn doanh thu thay thế nữa của trò chơi cũng đến từ việc phát triển một cửa hàng bán hàng trực tuyến, mở cửa trên trang web Club Penguin vào tháng 8 năm 2006, bán Puffle nhồi bông và áo phông. Các mặt hàng như móc chìa khóa, thẻ quà tặng và nhiều áo sơ mi khác đã được lên kệ vào ngày 7 tháng 11 năm 2006. Vào tháng 10 năm 2008, một loạt thú nhồi bông dựa trên các nhân vật trong Club Penguin đã chính thức được bán hàng trực tuyến (cả thông qua cửa hàng Club Penguin và cửa hàng trực tuyến của Disney), cũng như nhiều cửa hàng bán lẻ khác.
Giống với một trong những đối thủ lớn là Webkinz, Club Penguin theo truyền thống hầu như dựa hoàn toàn vào quảng cáo truyền miệng để tăng số lượng thành viên tham gia.

### An toàn trẻ em
Club Penguin được thiết kế cho trẻ em và thiếu niên độ tuổi từ 6 đến 14. Vì vậy, một trong những mối quan tâm lớn của các nhà phát triển khi thiết kế Club Penguin là làm thế nào để cải thiện cả sự an toàn của người tham gia và sự phù hợp của trò chơi dành cho trẻ em. Như Lane Merrifield đã nói, "quyết định xây dựng Club Penguin xuất phát từ mong muốn tạo ra một thế giới ảo có sự vui nhộn mà tôi và hai người sáng lập khác của trò chơi sẽ cảm thấy an toàn mỗi khi khi để con cái của chúng ta tham gia." Do đó, Club Penguin duy trì sự tập trung quyết liệt vào sự an toàn của trẻ em, đến mức các tính năng an toàn được mô tả gần như quá "chặt chẽ" và "làm liên tưởng đến thế giới phản địa đàng trong tiểu thuyết của Orwell", mặc dù người ta cũng lập luận rằng việc này có thể "làm yên lòng nhiều bậc cha mẹ hơn là xua đuổi."
Hệ thống của trò chơi đã sử dụng một số phương pháp khác nhau trong nỗ lực cải thiện sự an toàn cho trẻ em. Các phương pháp chính bao gồm ngăn chặn việc sử dụng tên người dùng không phù hợp; cung cấp chế độ "Trò chuyện an toàn tối đa" (ultimate safe chat) giới hạn người chơi chọn các cụm từ chat có trong danh sách được định sẵn, cũng như sử dụng bộ lọc tự động trong "Trò chuyện an toàn tiêu chuẩn" (standard safe chat) (cho phép người dùng tự tạo lời) và chặn những từ ngữ thô tục ngay cả khi người dùng sử dụng các thuật ngữ theo kiểu nói lái hoặc kí tự khác thay thế để chèn cụm từ bậy bạ vào câu, thậm chí là lọc cả các cụm từ có vẻ vô hại, chẳng hạn như "mẹ", và chặn tất cả cả số điện thoại hay địa chỉ email. Tính kiểm duyệt chặt chẽ cũng bao gồm việc trả phí cho lực lượng tuần tra trò chơi. Trong số 100 nhân viên làm việc trong công ty vào tháng 5 năm 2007, Merrifield ước tính rằng khoảng 70 nhân viên đã dành riêng cho việc kiểm soát và tuần tra trò chơi. Ngoài ra, trò chơi cũng bao gồm việc thúc đẩy người dùng lên trạng thái "EPF (Elite Penguin Force) Agent" và khuyến khích họ báo cáo những hành vi không phù hợp khi nhìn thấy.
Mỗi máy chủ trò chơi cung cấp một kiểu trò chuyện cụ thể. Phần lớn cho phép chế độ trò chuyện, nhưng một số máy chủ chỉ cho phép chế độ "Trò chuyện an toàn tối đa". Khi sử dụng "Trò chuyện an toàn tiêu chuẩn", qua đó tất cả bình luận chat của người dùng đã được lọc. Khi một cụm từ chat bị chặn, người dùng đưa ra cụm từ đó sẽ nhìn thấy nó, nhưng những người dùng khác không thể nhìn thấy, gợi ý cho "người nói" rằng họ đang bị bỏ qua, thay vì khuyến khích họ cố gắng tìm cách mày mò.
Ngoài các biện pháp chính này, các hệ thống đã được thiết lập để giới hạn lượng thời gian dành cho trực tuyến và trò chơi không có bất kỳ quảng cáo nào. Bởi vì Merrifield đã mô tả rằng "trong vòng hai hoặc ba lần nhấp chuột, một đứa trẻ có thể truy cập các trang web cờ bạc hay một trang web hẹn hò cho người lớn" Tuy nhiên, sau khi Club Penguin được Disney mua lại, người ta lo ngại rằng tình hình này có thể thay đổi, đặc biệt là đối với các sản phẩm ăn theo, mặc dù Disney tiếp tục khẳng định họ tin rằng quảng cáo là "không phù hợp" đối tượng người chơi là trẻ em.
Những người chơi sử dụng ngôn từ thô tục thường bị nhận lệnh cấm tự động trong 24 giờ, mặc dù không phải tất cả ngôn ngữ thô tục đều dẫn đến lệnh cấm ngay lập tức. Những người chơi bị người kiểm duyệt tuần tra phát hiện vi phạm các quy tắc của Club Penguin sẽ bị nhận lệnh cấm kéo dài "từ 24 giờ đến vĩnh viễn tùy thuộc vào hành vi phạm tội."

### Giáo dục và từ thiện
Có nghiên cứu cho thấy rằng việc thiết kế một thế giới ảo như Club Penguin sẽ mang đến cho trẻ em cơ hội phát triển kỹ năng đọc, viết và giao tiếp, đồng thời có tác động mạnh mẽ đến các mối quan hệ xã hội và sự hình thành nhân cách bên trong chúng. Một thực tiễn nghiên cứu khác có cho rằng người chơi thường nhấp vào hồ sơ của người chơi khác và phân tích các thông tin về họ thông qua các biểu tượng và ký hiệu học. Ngoài ra, một số phương thức giao tiếp và đọc viết khác trong trò chơi có thể kể đến như việc sử dụng dịch vụ nhắn tin và các biểu tượng cảm xúc nhằm bổ trợ cho việc hình thành cơ cấu và liên kết xã hội.
Coins for Change là một sự kiện gây quỹ từ thiện trong trò chơi lần đầu tiên xuất hiện vào năm 2007. Việc gây quỹ kéo dài khoảng hai tuần vào mỗi tháng 12 trong "Bữa tiệc kỳ nghỉ" hàng năm của trò chơi. Người chơi có thể "quyên góp" tiền ảo của mình để bỏ phiếu cho ba vấn đề từ thiện: trẻ em có vấn đề sức khỏe, vấn đề môi trường và vấn đề trẻ em ở các nước đang phát triển. Người chơi có thể quyên góp với số lượng 100, 250, 500, 1.000, 5.000 hoặc 10.000 đồng tiền ảo. Vào cuối chiến dịch, một lượng tiền thật nhất định sẽ được chia cho mỗi vấn đề dựa trên số tiền trong trò chơi mà vấn đề có bao nhiêu người bình chọn. Vào cuối chiến dịch đầu tiên, tổ chức New Horizon đã quyên góp tổng cộng 1 triệu đô la cho Quỹ Thiên nhiên Toàn cầu, Quỹ AIDS Nhi khoa Elizabeth Glaser và Free The Children. Trong cả hai chiến dịch gây quỹ năm 2007 và 2008, có tới 2,5 triệu người chơi đã tham gia. Năm 2009, Club Penguin đã quyên góp 1.000.000 đô la Canada cho các dự án từ thiện trên khắp thế giới. Năm 2010, Club Penguin đã quyên góp 300.000 đô la để xây dựng những nơi an toàn cho trẻ em, 360.000 đô la để bảo vệ môi trường Trái đất và 340.000 đô la để cung cấp và trợ giúp các vấn đề y tế. Lane Merrifield cho biết: "Những người chơi của chúng tôi luôn tìm cách tạo ra sự khác biệt và giúp đỡ người khác. Và trong 5 năm qua, họ đã nắm lấy cơ hội trao tặng thông qua chiến dịch Coins For Change, thật vui mừng khi thấy trẻ em từ 191 quốc gia cùng tham gia. Vào năm 2011, số tiền quyên góp được từ chiến dịch đã tăng gấp đôi lên 2 triệu đô la,  do được sự gia tăng bất ngờ về số lượng người tham gia.

## Cốt truyện và cách chơi
Club Penguin được chia thành nhiều phòng khác nhau và các khu vực, không gian riêng biệt. Họa sĩ minh họa Chris Hendricks đã thiết kế nhiều không gian đầu tiên. Mỗi người chơi được cung cấp một lều tuyết (Igloo) như một căn nhà cho chú chim cánh cụt của mình. Các thành viên có tùy chọn mở lều tuyết của họ để những chú chim cánh cụt khác có thể truy cập thông qua qua bản đồ, trong mục "Member Igloos." Các thành viên cũng có thể mua những căn lều tuyết lớn hơn và trang trí lều tuyết của họ bằng các vật phẩm mua bằng tiền ảo kiếm được từ các minigame.

## Nhượng quyền
Việc nhượng quyền thương hiệu của trò chơi bắt đầu bằng việc Disney mua lại Club Penguin vào năm 2007. Ngoài trò chơi điện trên mạng là Club Penguin Island, việc nhượng quyền thương mại bao gồm thêm các trò chơi điện tử trên tay cầm cho Nintendo DS và Wii, chương trình truyền hình đặc biệt ở Vương quốc Anh, và một loạt sách.

## Tiếp nhận và đánh giá
Club Penguin nhận được nhiều đánh giá trái chiều trong suốt quá trình hoạt động của mình. Tuy vậy, trò chơi đã được trao "chứng nhận chấp thuận về quyền riêng tư của trẻ em" từ Better Business Bureau. Tương tự, Brian Ward, một Thanh tra tại Bộ Chỉ huy Điều tra Lạm dụng Trẻ em ở Vương quốc Anh cho rằng trẻ em có thể trải nghiệm một hệ thống mang tính hạn chế như Club Penguin trước khi chuyển sang tiếp cận các trang mạng xã hội vốn ít có sự bảo vệ hơn là một điều tốt. Xét về mức độ phổ biến đơn giản, sự phát triển nhanh chóng của Club Penguin cho thấy sự thành công của trò chơi là đáng kể, mặc dù có những dấu hiệu cho thấy điều này đã chững lại. Số liệu của Nielsen công bố vào tháng 4 năm 2008 chỉ ra rằng trong 12 tháng trước đó, lưu lượng truy cập Club Penguin đã giảm 7%.
Các nhà phê bình chỉ trích rằng trò chơi khuyến khích chủ nghĩa tiêu dùng và cho phép người chơi gian lận. Trong khi Club Penguin không yêu cầu thành viên mua các sản phẩm trong trò chơi bằng tiền thật (thay vào đó dựa vào một khoản phí hàng tháng đã định), người chơi sẽ được khuyến khích kiếm tiền trong trò chơi để mua các sản phẩm ảo. Hơn nữa, Club Penguin có rất nhiều quảng cáo cho tư cách thành viên có trả phí của họ, và trò chơi liên tục khuyến khích trẻ em đăng ký để có quyền truy cập vào đầy đủ các hoạt động mà thành viên thông thường sẽ không thể có. Những quảng cáo này bao gồm thông báo rằng một số cấp độ trò chơi và vật phẩm nhất định được dành cho các thành viên trả phí và thậm chí bao gồm cả những thành viên trả phí giả đóng vai trò là người quảng cáo. Ngoài ra, hàng hóa của Club Penguin được bán thông qua trang web và trong các cửa hàng bán lẻ của Disney sẽ mở khóa các vật phẩm và tiền xu trong trò chơi của tài khoản người dùng. Theo cách này, các nhà phê bình tin rằng Disney đã xác định trẻ em là đối tượng kinh tế vốn trở nên quen thuộc với việc mua sắm. Tuy nhiên nhiều người khác cho rằng việc sử dụng tiền trong trò chơi có thể giúp dạy trẻ cách tiết kiệm tiền, lựa chọn chi tiêu vào việc gì, cũng như cải thiện cả khả năng tính toán của chúng, và khuyến khích trẻ em "thực hành các kỹ năng quản lý tiền an toàn".
Ngoài ra, "văn hóa cạnh tranh" mà trò chơi này tạo ra có thể dẫn đến lo ngại về gian lận, khi trẻ em tìm kiếm "con đường tắt" và có thể làm đủ mọi cách để cải thiện vị thế của mình. Có ý kiến cho rằng điều này có thể ảnh hưởng đến hành vi trong thế giới thực của những đứa trẻ. Để chống lại điều này, Club Penguin đã thêm các nguyên tắc để ngăn chặn gian lận và cấm những người chơi bị phát hiện gian lận hoặc có sự khuyến khích gian lận.
Bất chấp những nỗ lực nhằm tạo ra một không gian an toàn cho trẻ em trong Club Penguin, nhưng những lo ngại về sự an toàn và hành vi đáng chú ý vẫn luôn đau đáu xuất hiện trong giới truyền thông. Trong khi những câu nói trong trò chơi đều đã được lọc, thì tại các cuộc thảo luận bên ngoài Club Penguin vẫn sẽ nằm ngoài tầm kiểm soát của chủ sở hữu. Và do đó, người ta tuyên bố rằng các diễn đàn Club Penguin của bên thứ ba có thể trở nên "náo nhiệt như bất kỳ cuộc thảo luận nào khác". Ngay cả trong trò chơi, Club Penguin đã có một loạt hành vi kém thân thiện và bắt nạt trên mạng thể hiện dưới dạng biểu tượng cảm xúc giận dữ, khả năng ném bóng tuyết không ngừng vào người chơi khác và một số tin nhắn ngoại lệ có thể qua mặt được bộ lọc. Ngoài ra, "hệ thống đẳng cấp" giữa những người chơi đã có tư cách thành viên trả phí cùng các vật phẩm độc quyền của họ, so với những người không đủ tư cách thành viên (do đó không thể sở hữu những vật phẩm độc đáo) có thể dẫn đến việc nhiều người chơi gặp khó khăn trong việc thu hút bạn bè. Hơn nữa, một số nhà nghiên cứu lo ngại rằng do trải nghiệm và đặc quyền khác nhau giữa các thành viên có trả phí và thành viên chỉ chơi miễn phí, trẻ em có thể sẽ được tiếp xúc với một hệ thống giai cấp thu nhỏ trong trò chơi, dẫn đến việc một số người sẽ cạnh tranh để giành được vị trí ngày càng cao. Một số người khác lo lắng rằng việc thể hiện đẳng cấp và quảng bá chủ nghĩa tiêu dùng trong Club Penguin sẽ thúc đẩy quan điểm rằng việc tích lũy của cải và tài sản sẽ quyết định sự thành công và địa vị của một người. Ngoài ra, một số nhà phê bình đã ghi nhận sự hiện diện của hàm ý tình dục có sự phát triển mạnh mẽ do mô hình hóa các mối quan hệ của những chú chim cánh cụt và hành vi thể hiện tình cảm như ôm, biểu tượng cảm xúc trái tim hay cành hoa,...
Một lời chỉ trích khác đến từ Caitlin Flanagan trên tờ The Atlantic Monthly liên quan đến các quy trình đảm bảo sự an toàn, khi bà nhấn mạnh rằng Club Penguin "chắc chắn đây là cách toàn nhất để những đứa trẻ không được giám sát nói chuyện với những người lạ có khả năng ác ý, nhưng tại sao [phụ huynh] lại muốn chúng làm điều đó?" Mặc dù quan điểm về phản ứng của lời chỉ trích này có thể khác nhau, nhưng mối quan tâm này đã được phản ánh bởi Lynsey Kiely trên tờ Sunday Independent, người đã dẫn lời Karen Mason, Giám đốc truyền thông của Club Penguin, và bà nói rằng "chúng tôi không thể đảm bảo rằng mọi người truy cập trang web để chơi trò chơi đều là trẻ em." Vào ngày 20 tháng 8 năm 2013, Disney thông báo rằng Toontown Online, Pixie Hollow và Pirates of the Caribbean Online sẽ trực tiếp đóng cửa vì Club Penguin và các trò chơi di động của Disney. Điều này đã gây ra tranh cãi lớn giữa Club Penguin và người hâm mộ của ba trò chơi, đặc biệt là Toontown, vì một số người chơi đã có thâm niên hơn 12 năm (việc thử nghiệm alpha của Toontown bắt đầu từ tháng 8 năm 2001).

## Các máy chủ riêng
Club Penguin Private Server (thường được viết tắt và được gọi là CPPS) là một trò chơi trực tuyến nhiều người chơi không phải là một phần của Club Penguin, nhưng sử dụng các tệp SWF không được cấp phép từ Club Penguin. Ngoài ra, cơ sở dữ liệu và trình giả lập máy chủ của trò chơi cũng sẽ tạo ra một không gian trò chơi tương tự như Club Penguin. Nhiều người hiện sử dụng những môi trường này để chơi trò chơi gốc sau khi Club Penguin ngừng phát triển. Tuy nhiên, CPPS thường chứa các tính năng không tồn tại hoặc không thể có trong trò chơi gốc như vật phẩm và phòng tùy chỉnh, tư cách thành viên miễn phí,...
Trong suốt thời gian tồn tại của trò chơi chính thức, nhiều người chơi khác nhau đã tạo ra các máy chủ riêng của Club Penguin. Để ứng phó với việc trò chơi gốc bị đóng cửa, nhiều máy chủ kín nữa đã được tạo ra. Club Penguin Rewritten, một phiên bản làm lại phổ biến ra mắt ngày 12 tháng 2 năm 2017, đã đạt một triệu người chơi tính đến ngày 12 tháng 10 năm 2017, mặc dù vậy đã ngừng hoạt động "vĩnh viễn" vào ngày 4 tháng 3 năm 2018. Tuy nhiên nhờ vào sự ủng hộ, hỗ trợ và tài trợ từ cộng đồng, phiên bản làm lại đã trở lại cùng tất cả các tài khoản còn nguyên vẹn vào ngày 27 tháng 4 năm 2018. Club Penguin Rewritten đã đạt 8 triệu tài khoản đăng ký vào ngày 2 tháng 12 năm 2020, gần gấp đôi so với Club Penguin của 14 năm trước đó vào tháng 12 năm 2006.
Trong thời gian đại dịch COVID-19, các máy chủ riêng đã nhận được một sự gia số lượng người chơi đáng kể, khoảng từ 6.000 đến 8.000 người chơi mới đăng ký được ghi nhận mỗi ngày. Vào ngày 16 tháng 4 năm 2020, nghệ sĩ người Mỹ Soccer Mommy đã hợp tác với Club Penguin Rewritten để tổ chức một buổi hòa nhạc ảo cho album mới Color Theory. Sự kiện đã được lên lịch lại từ ngày 2 tháng 4 năm 2020, sau khi số lượng người chơi cao hơn dự kiến đã khiến máy chủ gặp sự cố quá tải.

### Tình trạng pháp lý
Vì các máy chủ riêng về cơ bản đang sao chép các tài liệu thuộc bản quyền của Disney, nên đã có nhiều tranh cãi xung quanh việc liệu việc tạo và lưu trữ chúng có hợp pháp hay không. Disney và Club Penguin đã theo dõi sát sao nhiều CPPS và cố gắng gỡ bỏ chúng bằng các cảnh báo DMCA.

### Các lỗ hổng bảo mật
Nhiều máy chủ riêng đã trở nên dễ bị tấn công DDOS và rò rỉ cơ sở dữ liệu do không đủ các biện pháp bảo mật. Vào ngày 21 tháng 1 năm 2018, dữ liệu đăng nhập của hơn 1,7 triệu người dùng Club Penguin Rewritten đã bị đánh cắp sau khi vi phạm dữ liệu và vào ngày 27 tháng 7 năm 2019, máy chủ riêng lại gặp sự cố vi phạm dữ liệu với hơn 4 triệu tài khoản bị đánh cắp ngoài vi phạm trước đó.

### Ngừng hoạt động
Vào ngày 14 tháng 5 năm 2020, có thông báo rằng tất cả các máy chủ riêng sử dụng thương hiệu Club Penguin đã được thông báo gỡ xuống bởi DMCA sau khi xuất hiện các cáo buộc liên quan đến hành vi xâm hại trẻ em bởi quản trị viên của một máy chủ kín phổ biến khác, Club Penguin Online. Theo một cuộc điều tra của BBC, một người đàn ông liên quan đến trang web này đã bị bắt vì tình nghi tàng trữ nội dung khiêu dâm trẻ em. Các thanh tra cho biết người đàn ông đến từ London đã được tại ngoại trong khi chờ điều tra thêm. Vào ngày 15 tháng 5 năm 2020, trang web đã bị đóng cửa sau khi tuân thủ cảnh báo gỡ xuống theo DMCA của Công ty Walt Disney. Trong một tuyên bố, Disney cho biết, "an toàn cho trẻ em là ưu tiên hàng đầu của Công ty Walt Disney và chúng tôi cảm thấy kinh hoàng trước những cáo buộc về hoạt động tội phạm và hành vi đáng ghê tởm trên trang web trái phép đang sử dụng trái phép thương hiệu Club Penguin và các nhân vật cho các mục đích riêng. [...] Chúng tôi đang tiếp tục thực thi các quyền hành của mình đối với vụ việc và các hành vi sử dụng trái phép khác đối với trò chơi Club Penguin."